# 脆蛇
为蛇蜥科脆蛇属的爬行动物，俗名锡蛇、银蛇、碎蛇、金蛇、山黄鳝、小泥鳅。分布于越南、台湾以及中国地區的江苏、浙江、福建、湖南、广西、四川、贵州、云南等地，该物种的模式产地在福建挂墩。

## 描述
全長約35~56公分，體色以褐色為主，部分個體背部有十多條藍色橫紋；幼蜥體側及腹部為黑色。尾部極易自割。
與蛇類不同的是，眼睛後方有一凹陷的耳孔；且腹鱗為多列排列，不像多數蛇類是單列腹鱗。

## 生態
以蚯蚓、蛞蝓、昆蟲為食。每次可產5~6顆卵。

## 棲地
常生活于海拔500-1500米左右的山地土中、石块下、山坡上水稻田间、玉米地、菜地、泥土里、树洞里、潮湿竹林、草丛中和岩隙间。
在台灣本島，哈特氏蛇蜥只有零星的發現紀錄，分布於海拔500~2,000公尺的山區。

## 保育
在台灣是二級保育類的野生動物。